# Koos Idenburg

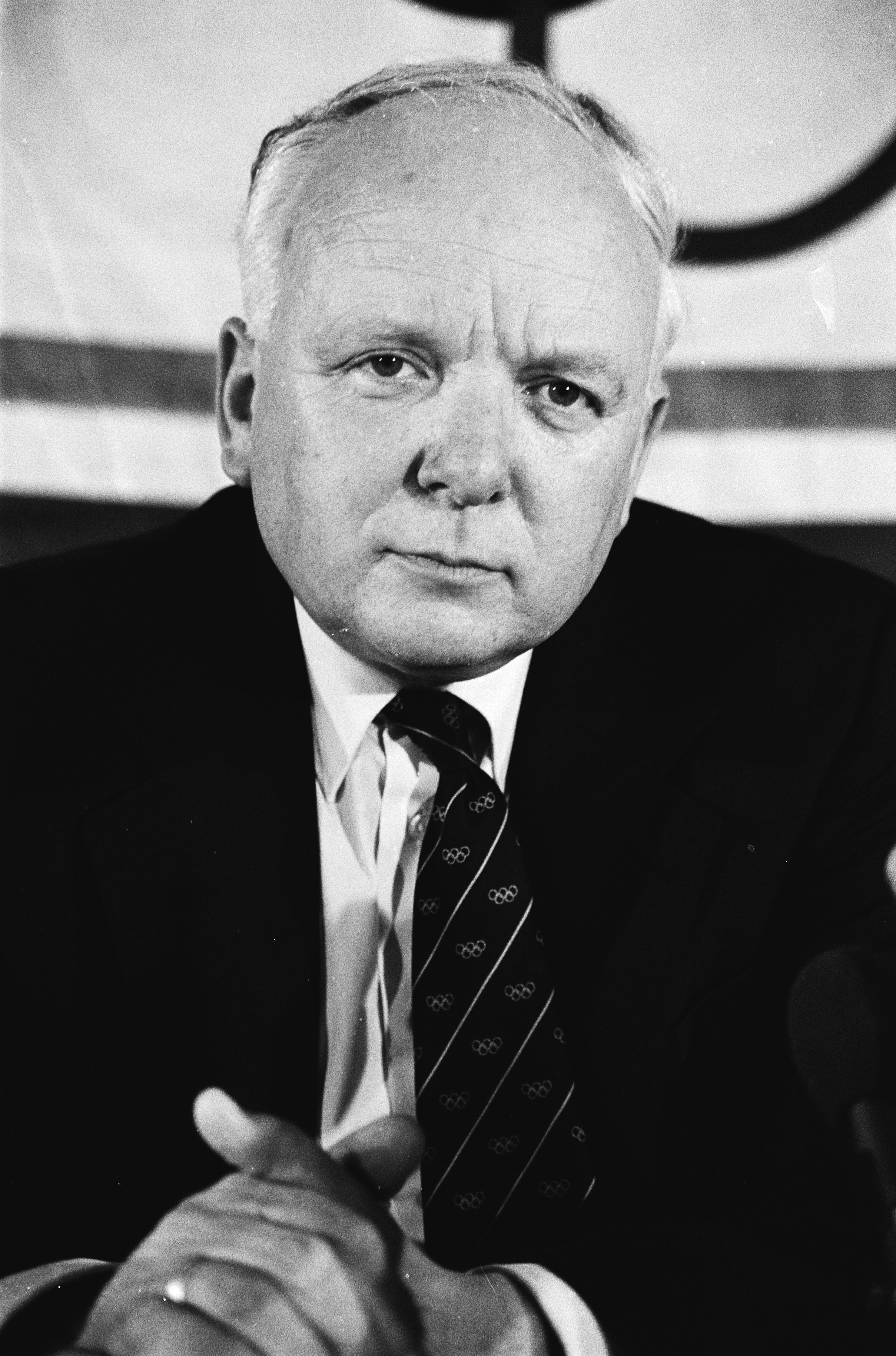
Koos Idenburg in 1980

Jacobus Diederik Jan (Koos) Idenburg ('s-Gravenhage, 11 maart 1926 – Voorschoten, 23 april 2011) was een Nederlands (sport)bestuurder.
Idenburg, lid van de familie Idenburg, was tussen 1964 en 1969 voorzitter, daarna erelid van HGC en hij was van 1969 tot 1975 ook voorzitter, later erelid van de KNHB. Tussen 1977 en 1981 was hij voorzitter van sportkoepel NOC en van mei 1989 tot maart 1990 interim-voorzitter, daarna erelid van het NOC. Hij was mede-verantwoordelijk voor de besluitvorming rond de deelname aan de Olympische Zomerspelen in 1980 in Moskou.
Idenburg, die rechten gestudeerd had, was verzekeringsagent en later directeur van Winterthur Verzekeringen. Daarnaast was hij tussen 1988 en 1993 voorzitter van het Verbond van Verzekeraars.